# Душан Теодоровић
Душан Теодоровић (Београд, 21. јун 1951) српски је саобраћајни инжењер, универзитетски професор и академик. Редовни је члан састава Српске академије наука и уметности од 5. новембра 2015.

## Биографија
Завршио је основне студије на Саобраћајном факултету Универзитета у Београду 1973, магистратуру 1976. и докторат техничких наука 1982. године.
Радио је као гостујући стипендиста на Универзитету Калифорније у Берклију од 1986, као гостујући ванредни професор на Техничком универзитету Данске од 1987, као гостујући ванредни професор на Универзитету Делавер 1989—1990, као редовни професор на Саобраћајном факултету од 1993, као гостујући професор на Националном универзитету Чиао Тунг од 1994, као редовни професор на Политехничком институту и Универзитету Вирџиније од 2003. и као професор емеритус од 2006.
Уредник је Handbook of Transportation y издању издавачке куће Routledge/Taylor & Francis од 2015, члан је уредништва и гост уредник Transportation Research C и Transportation Planning and Technology, помоћник је уредника Yugoslav Journal of Operations Research, члан је уредништва Техника – саобраћај, гост уредник је Journal of Critical Infrastructures и Fuzzy Sets and Systems. Рецензент је научних часописа Transportation Research, Transportation Science, European Journal of Operational Research, Fuzzy Sets and Systems, Journal of Transportation Engineering (ASCE), Omega, Management Science, Journal of Environmental Engineering (ASCE), Journal of Ports and Waterways (ASCE), Journal of Global Optimization, Journal of Computational Management Science, Transportation Research Records (TRB), IEEE Transactions on Intelligent Transportation Systems, Asia-Pacific Journal of Operational Research и Journal of Intelligent Transportation Systems.
Члан је Европске академије наука и уметности од 2013. и редовни је члан Српске академије наука и уметности од 5. новембра 2015. Почасни је сенатор Универзитета у Љубљани и добитник је повеље за развој операционих истраживања 1997. године.
Због његових нестручних коментара и осврта на дела из области историје, критиковао га је академик Василије Крестић.